# Amata unipuncta
Amata unipuncta là một loài bướm đêm thuộc phân họ Arctiinae, họ Erebidae.